# Joselito Huerta
José de la Paz Huerta Rivera (Tetela de Ocampo, Puebla, 24 de enero de 1934-Ciudad de México, 12 de julio de 2001), conocido como Joselito Huerta, fue un torero mexicano.

## Carrera

### Inicios
Debutó como novillero el 9 de noviembre de 1952 en Acapulco, Guerrero. Dos años más tarde, en la Plaza México el 16 de mayo de 1954, salió en hombros tras cortar las orejas y el rabo del animal. 
El 24 de julio de 1955 debutó en España, en la plaza Las Ventas. Junto a  Fermín Espinosa «Armillita Chico» es uno de los diestros mexicanos que más veces ha toreado en este recinto.
Tomó la alternativa el 29 de septiembre de 1955 en la Maestranza de Sevilla de manos de Antonio Bienvenida teniendo como testigo a Antonio Vázquez, con toros de Felipe Bartolomé; la confirmó en Las Ventas el 10 de mayo de 1956, por Antonio Bienvenida y Chicuelo-II.
En 1957 participó en la terna de matadores de la 2.ª. edición de la corrida goyesca de Ronda junto a Antonio Ordóñez y Rafael Ortega.

### Accidentes
Sufrió graves percances durante su carrera, quedando al borde de la muerte o del retiro. Sin embargo se sobrepuso a ellos y regresó a los ruedos con plenas facultades. Uno de ellos fue el 26 de septiembre de 1957 en la Plaza de Córdoba, España. El más grave sucedió el 30 de noviembre de 1968, en el Toreo de Cuatro Caminos, Estado de México, cuando una cornada de «Pablito», de la ganadería de Reyes Huerta le dejó expuesto el paquete intestinal y su apoderado, Restituto González, le salvó la vida. El 20 de diciembre de 1971, toreando al toro «Faisán» de La Trasquila en Tlaxcala, sufrió un aneurisma y hubo necesidad de que lo llevara nuevamente Don «Tuto» a Zúrich, Suiza. Ahí volvió a encontrarse cerca de la muerte.
Su faena más recordada es la del domingo 6 de febrero de 1966 que hizo al toro «Espartaco», que fue indultado, de la debutante y posteriormente famosa ganadería de «Cantinflas» (con quien dio 3 vueltas al ruedo), corrida celebrada en la plaza El Toreo de Cuatro Caminos, en la que participaron, Antonio Ordóñez (que obsequió ese día su traje de luces a «Cantinflas») y Raúl Conteras «Finito». Se despidió de él en Monterrey el 14 de enero junto al matador español José María Manzanares.

### Retiro
Se retiró el 28 de enero de 1973 en la Plaza México. Al retirarse se dio a la tarea de transmitir sus conocimientos del arte taurino a nuevos valores. Asimismo fue presidente de la Federación Nacional de Charros.

## Muerte
El 12 de julio de 2001 Huerta falleció en Ciudad de México a los 67 años de edad. Su cuerpo fue enterrado en el panteón Jardines del Recuerdo, ubicado en Tlalnepantla de Baz, Estado de México.